# Posle smerti
Pósle smérti (По́сле сме́рти, Pósle smérti) è un film del 1915 diretto da Evgenij Bauėr.
Il soggetto è ispirato al racconto Klara Milič (Posle smerti) di Ivan Turgenev .

## Trama
Se non fosse per il suo amico Cenin, che ogni tanto lo porta a svagarsi, il giovane Andrej passerebbe la propria vita rinchiuso in casa - nella quale abita con la zia - dedito agli studi solitari. In una di queste uscite, ad un ricevimento della principessa Tarskaja, Andrej incrocia lo sguardo con la giovane Zoja, e ne rimane colpito. Un'altra volta, Cenin conduce Andrej ad una serata di beneficenza, dove è proprio Zoja ad esibirsi nella recitazione; Andrej tuttavia, dal carattere chiuso e un poco misantropo, non vuole che l'amico gliela presenti. Infine Andrej riceve un biglietto in cui l'autore, anonimo, gli propone un appuntamento per l'indomani al parco. Andrej, per quanto riluttante, vi si reca, e ad aspettarlo c'è ancora Zoja, che gli dice che vorrebbe parlargli. Ma l'atteggiamento un po' distaccato e sbrigativo di Andrej fa sì che la giovane si ricreda e si allontani senza dire nulla.
Tre mesi dopo Andrej apprende dal giornale che Zoja si era tolta la vita ingerendo del veleno nel camerino del teatro nel quale lavorava come attrice. L'autore del trafiletto riferiva che il motivo del suicidio era probabilmente una delusione d'amore. Da allora Andrej comincia a mostrare interesse per colei che in precedenza aveva snobbato. La sogna. Si reca dai suoi famigliari, dove la sorella di Zoja, persuasa dall'atteggiamento di Andrej che mostra di aver tenuto molto alla defunta, gli consegna il suo diario ed una sua foto.
In seguito, man mano che Andrej legge il diario – dove si fanno scarni accenni a qualcuno che, a detta dell'autrice, avrebbe deciso il suo destino -, il suo interesse per Zoja si tramuta gradualmente in una vera e propria ossessione: i sogni si moltiplicano, ed egli ha pure delle apparizioni della giovane suicida. Nel confrontarsi con queste visioni lo stato emotivo di Andrej si fa sempre più precario ed instabile, e più di una volta viene colto da malore. Dopo l'ultimo di questi parossismi, Andrej giace a letto vegliato dalla zia; ma al suo fianco egli vede anche Zoja, a tenergli compagnia nelle sue ultime ore. Andrej è morto.